# Carifête

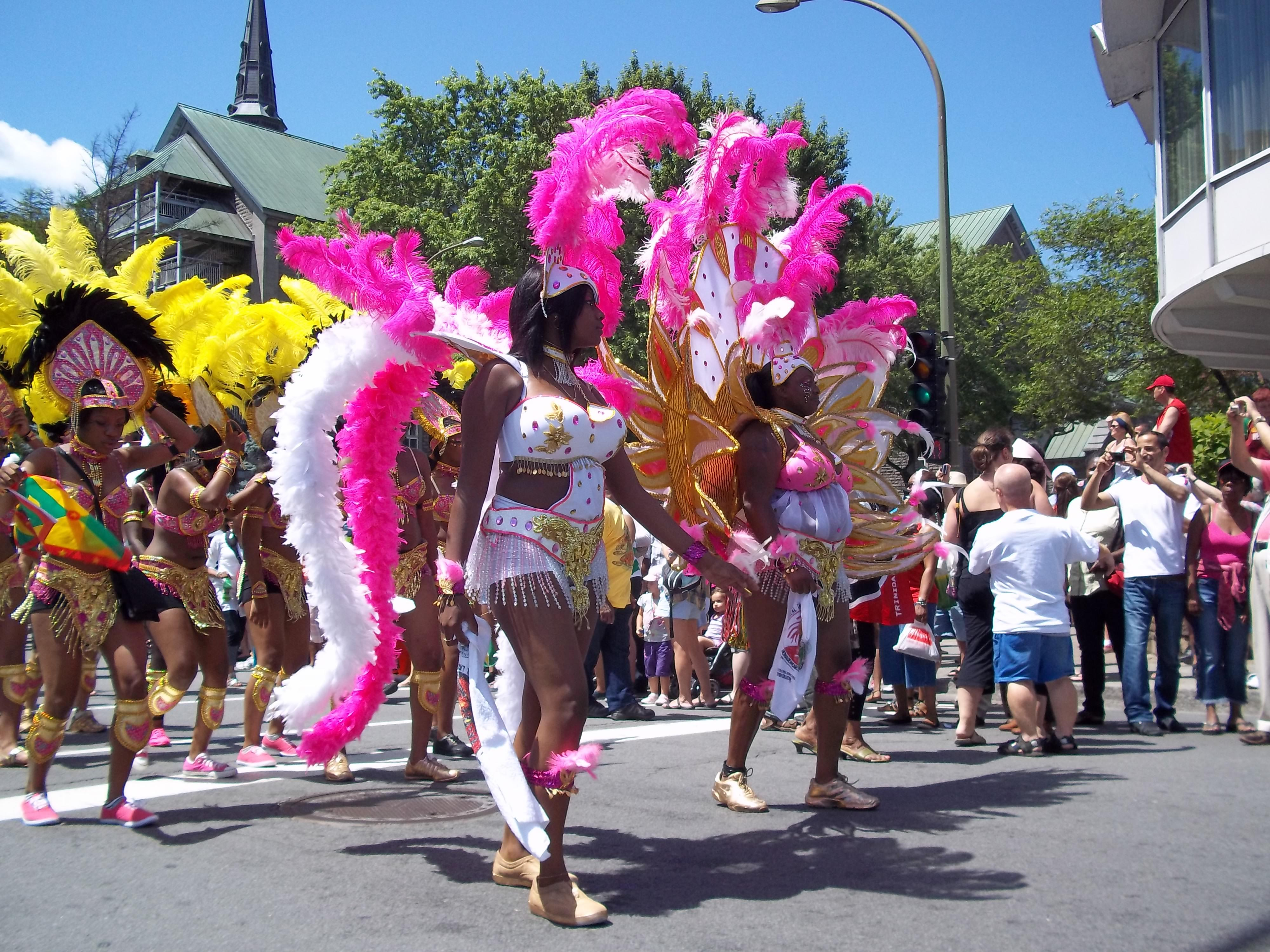
La Carifête, 2011

La Carifête (ou Carifiesta) est une fête toute en couleurs et en musiques qui rappelle l'ambiance des Caraïbes une fois l'an à Montréal.
Un défilé présente la diversité culturelle des nombreux Néo-Montréalais originaires des différents pays des Caraïbes, .
Le 4 juillet 2009 a eu lieu la parade fêtant le 35e anniversaire de la Carifête.
En raison d'un conflit entre deux organismes — le CCFA (Association des festivités culturelles des Caraïbes) et la MCDF (Fondation de développement du carnaval de Montréal) —  revendiquant l'exclusivité de la Carifête, la ville de Montréal a suspendu ses subventions pour 2010, amenant l'annulation de la 36e édition (2010) de la Carifête de Montréal.
En mars 2011, la Cour supérieure a tranché en faveur de la CCFA. Le nouveau président de la Carifête, Everiste Blaize, annonce que la parade sera de retour le 9 juillet 2011.
Le samedi 9 juillet 2011, la parade a eu lieu sur le boulevard René-Lévesque. Elle a débuté à midi au coin de la rue Guy et s'est dirigée vers l'est jusqu'à la rue Sanguinet.
En mai 2023, la ville de Montréal a de nouveau retenu son financement en raison de ses préoccupations concernant la gestion.

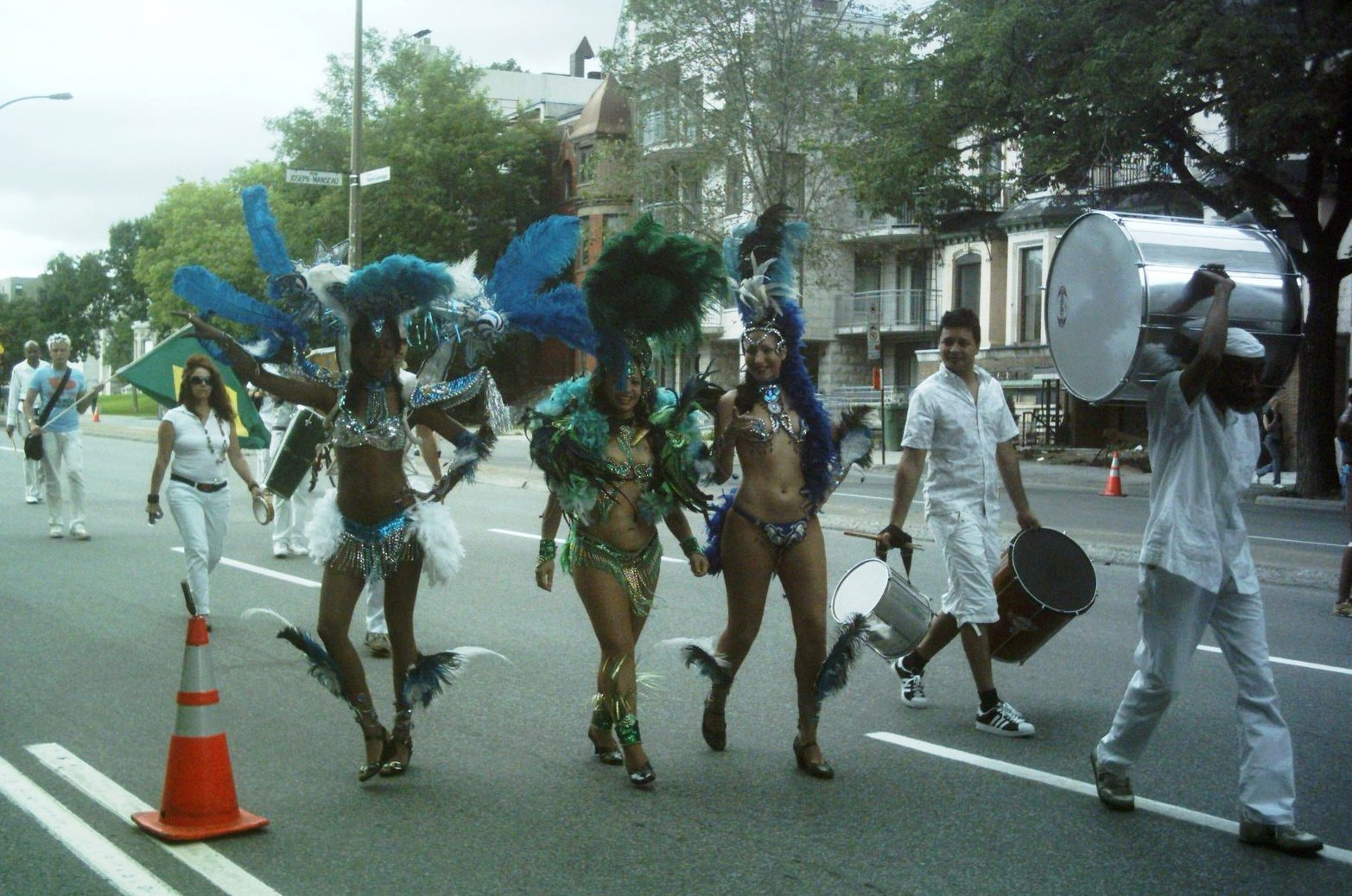
La Carifête, 2009